# Distrito históroco de Boca Chita Key
El Distrito histórico de Boca Chita Key  es un distrito histórico ubicado en Biscayne National Park (Florida), Florida. El Distrito histórico de Boca Chita Key se encuentra inscrito como un Distrito Histórico en el Registro Nacional de Lugares Históricos desde el 1 de agosto de 1997.

## Ubicación
El Distrito histórico de Boca Chita Key se encuentra dentro del condado de Miami-Dade en las coordenadas 25°31′23″N 80°10′29″O / 25.523099, -80.174639.